# SN 1997co
SN 1997co – supernowa typu II odkryta 29 maja 1997 roku w galaktyce NGC 5125. W momencie odkrycia miała maksymalną jasność 18,20m.